# Genussa altaba
Genussa altaba är en fjärilsart som beskrevs av Druce 1890. Genussa altaba ingår i släktet Genussa och familjen mätare. Inga underarter finns listade i Catalogue of Life.